# Eid al-Ghadir
Eid al-Ghadir (en árabe: عید الغدیر‎) es una festividad chiita y se considera una de las fiestas "importantes" del islam chiita. El Eid se celebra el 18 de Dhu Al-Hijjah en conmemoración del momento en que se dice que el profeta islámico Mahoma designó a Ali ibn Abi Talib como su sucesor. Según los hadices, este Eid fue llamado "Eid-e Bozorg-e Elāhi" (en persa: عید بزرگ الهی, "el más grande Eid divino"), "Eid Ahl al-Bayt Muhammad" y Ashraf al-A'yaad (esto es, el Eid supremo).

## Contexto religioso
Diez años después de la migración (Hégira), el profeta islámico Mahoma ordenó a sus seguidores que llamaran a la gente de todo el mundo a unírsele en su última peregrinación. Los académicos islámicos creen que más de setenta mil personas siguieron a Mahoma en su camino a La Meca, donde, el cuarto día del mes de Dhu'l-Hijjah, se encontraron más de cien mil musulmanes presentes para su entrada a la ciudad. Mientras regresaba de esta peregrinación, el 18 de Dhu'l-Hijjah 10 AH (marzo de 632 d. C.) en un área conocida como Ghadir al-Jumm, Mahoma  pronunció un célebre sermón durante el cual llamó a su primo y yerno Ali ibn Abi Tálib y declaró, "para quien yo sea Mawla, Ali también es su Mawla". Si bien el significado de la palabra Mawla se puede interpretar de varias maneras, incluso como "amigo" o "maestro", los chiitas lo interpretan como maestro y, por tanto, ven el sermón como la designación oficial de Ali como sucesor de Mahoma. En consecuencia, la fecha del sermón se considera uno de los eventos fundamentales en el islam chiita, y el aniversario se convierte en una de sus celebraciones anuales más importantes, con el nombre de "Eid al-Ghadir".

## Celebración
Los musulmanes chiitas de todo el mundo celebran anualmente este evento con diversas costumbres. Se celebra en diferentes países, incluidos Irán, India, Pakistán, Azerbaiyán, Irak, Emiratos Árabes Unidos, Yemen, Afganistán, Líbano, Baréin y Siria. Los chiitas también celebran el Eid Ghadir en Europa y América, incluyendo Estados Unidos, Canadá, Reino Unido, Alemania y Francia.